# أدريان أفالوس
أدريان أفالوس (بالإسبانية: Adrian Ávalos) هو لاعب كرة قدم أرجنتيني في مركز الوسط، ولد في 25 نوفمبر 1974 في قرطبة في الأرجنتين. لعب مع أتليتيكو توكومان وتاليريس كوردوبا ونادي أتليتيكو بيلغرانو وهوراكان.